# مارک تاد
مارک تاد (انگلیسی: Mark Todd؛ زادهٔ ۱ مارس ۱۹۵۶) سوارکار اهل نیوزیلند بود.